# 山辺町立相模小学校
山辺町立相模小学校（やまのべちょうりつ さがみしょうがっこう）は山形県東村山郡山辺町にある公立小学校。

## 沿革
- 1900年（明治23年） - 相模村立相模小学校として開校。
- 1941年（昭和16年）4月1日 - 相模村国民学校に改称。
- 1947年（昭和22年）4月1日 - 相模村立相模小学校に改称。
- 1957年（昭和29年）10月1日 - 合併により山辺町立相模小学校に改称。
- 1981年（昭和56年）  - 新校舎完成。

- 2021年（令和3年）4月1日 - 作谷沢小学校の閉校し、受け入れ先が相模小学校となる[2]。

## 学区
- 根際第1・根際第2・根際第3・根際第4・根際第5・根際第6・根際第7・根際第8・大塚第1・大塚第2・大塚第3・大塚第4・要害第1・要害第2・要害第3・下原・近江1丁目・近江2丁目・近江3丁目・近江4丁目・近江5丁目・近江6丁目・近江7丁目・近江8丁目・近江9丁目・大杉向・森向・沢下・館野・小針生・上芦沢・簗沢東部・簗沢中部・簗沢西部・畑谷東部・畑谷中部・畑谷西部・畑谷南部・嶽原・摂待・馬牽[3]

## 卒業後
- 山辺中学校へ進学する [3] 。